# 258 Tyche
Tyche è un asteroide della fascia principale del diametro medio di circa 64,78 km. Scoperto nel 1886, presenta un'orbita caratterizzata da un semiasse maggiore pari a 2,6150638 UA e da un'eccentricità di 0,2051836, inclinata di 14,29260° rispetto all'eclittica.
Stanti i suoi parametri orbitali, è solitamente considerato un membro della famiglia Eunomia di asteroidi, sebbene le sue notevoli dimensioni (inferiori solamente a quelle dello stesso Eunomia) abbiano portato ad ipotizzare che Tyche non condivida la stessa origine del resto della famiglia.
Il suo nome è dedicato a Tiche, nella mitologia greca, personificazione della fortuna.